# Batt Donegan
Bartholomew „Batt“ Donegan (* 21. Dezember 1910 im County Cork; † 26. August 1978) war ein irischer Landwirt und Politiker der Fianna Fáil. Von 1957 bis 1961 war er Teachta Dála (Abgeordneter) des Dáil Éireann, des irischen Unterhauses, und von 1963 bis 1965 Mitglied des Seanad Éireann, des Oberhauses des Oireachtas.

## Biografie
Donegan war Landwirt und Pferdezüchter. Er kandidierte erstmals bei den Wahlen 1954 im Wahlkreis Cork North, hatte jedoch keinen Erfolg. Er konnte erst bei den Wahlen 1957 die notwendigen Stimmen für einen Sitz im Dáil erreichen. Als er bei den  Wahlen 1961 im neu zugeschnittenen Wahlkreis Cork North-East antreten musste, verlor er seinen Sitz wieder. Er wurde dann 1963 bei einer Nachwahl der Landwirtschaftsliste in den Seanad Éireann gewählt. Er versuchte letztmalig 1969, in den Dáil einzuziehen, war jedoch nicht erfolgreich.